# Route départementale 551 (Alpes-de-Haute-Provence)
Pour les articles homonymes, voir Route départementale 551.
La route départementale 551, abrégée en RD 551 ou D 551, est une des Routes des Alpes-de-Haute-Provence, qui relie Bayons au hameau d'Esparron-la-Bâtie.

## Tracé de Bayons à Esparron
- Hameau du Forest-Lacour, commune de Bayons

La cascade
- Hameau d'Esparron